# Kianoush Ramezani
Kianoush Ramezani est un dessinateur de presse iranien exilé en France.

## Biographie
Artiste, dessinateur et militant des droits humains iranien, Kianoush Ramezani est engagé dans le Mouvement Vert et le Cartoonists Rights Network, International, et expose son travail dans des galeries d'arts de la capitale. Compte tenu de cette implication politique, il fuit l'Iran en 2009. En  2010, il se réfugie en France. Il continue à travailler comme dessinateur de presse, notamment auprès du Courrier international, La Croix, We Demain, etc.  
En mars 2015, il crée l'association United Sketches avec des dessinateurs du monde entier avec l'objectif de promouvoir la liberté d'expression.
Il prend également position publiquement sur des sujets d'actualité internationales comme les décisions américaines sur l'accord iranien du nucléaire, la situation politique en Iran, la révolution iranienne), les mouvements de société civile et la résistance dans le monde d’aujourd’hui. 

## Récompense
- Le 3 mai 2012, il est récompensé par la ville de Genève, qui lui décerne le premier prix international de dessin de presse[9]
- Le 28 janvier 2018, il est récompensé lors du Off du festival d'Angoulême, qui lui décerne le prix Couilles au cul du courage artistique[10].